# Vereeniging tot Verbetering van den Maatschappelijken en den Rechtstoestand der vrouw in Nederland
De Vereeniging tot Verbetering van den Maatschappelijken en den Rechtstoestand der vrouw in Nederland (in plaats van Vereeniging wordt soms ook wel gesproken van Comité) was tussen 1894 en 1920 een belangenvereniging die zich inzette voor vrouwenrechten. De vereniging werd opgericht in 1894, enkele jaren na de oprichting van de Vrije Vrouwen Vereeniging en in hetzelfde jaar als de Vereeniging voor Vrouwenkiesrecht, beiden door Wilhelmina Drucker (Dolle Mina). De Vereeniging tot Verbetering van den Maatschappelijken en den Rechtstoestand der vrouw in Nederland werd door drie bestuursleden van Tesselschade-Arbeid Adelt opgericht omdat zij zich niet konden vinden in het te voortvarende streven van Drucker, en zij een 'deftiger' vereniging wilden. Ook wilden zij juist vooraanstaande feministische mannen betrekken in hun Vereeniging, en dat deden ze dan ook al vanaf het begin.
De Tesselschade-dames Jeltje de Bosch Kemper, Henriëtte Boddaert-Schuurbeque Boeye en M.L. van der Laan-de Joode vormden samen met sociaal werkster Hendrina Scholten-Commelin, Tweede Kamerlid Eduard Fokker, de archivaris Jacob Cornelis Overvoorde en de hoogleraren W. van der Vlugt en P.W.L. Molengraaff de vereniging op. De Vereniging stelde een manifest op, en schreef diverse adressen en andere stukken aan de politieke machthebbers. Hierbij werd de aandacht gevestigd op onrecht en mogelijkheden tot verbetering (zoals het financieren van een meisjes-HBS). De vereeniging gaf ook enige tijd het blad Belang en Recht uit.
In 1920 fuseerde de Vereeniging met de Nederlandsche Bond voor Vrouwenkiesrecht tot de Nederlandsche Unie voor Vrouwenbelangen.

## Voetnoten en referenties
1. ↑  "Van moeder op dochter"
2. ↑   Uitgave mede door Ietje Kooistra
3. ↑  Atria.nl over de fusie